# Shane (attrice pornografica)
Shane (Simi Valley, 16 dicembre 1969) è un'ex attrice pornografica ed ex regista pornografica statunitense, inserita nella AVN Hall of Fame nel 2005.

## Biografia
All'età di 17 anni ha iniziato a lavorare come spogliarellista e soltanto nel 1993 è entrata nell'industria a luci rosse. Interessata da alcuni video di Seymore Butts, ha iniziato a girare alcune scene insieme ad una amica e li ha inviati al pornoattore. Questi le ha invitate a lavorare per la sua casa di produzione ed i video sono divenuti noti come "reality porn". Ha girato spesso in ruoli non sessuali con alcuni siti quali Evil Angel, Flyng Leap Productions, Odyssey Ententariment, VCA Pictures ed altre.
Nel 1994, dopo aver rotto con Seymore Butts, ha fondato la sua casa di produzione, Shane's World. Nel 1999, dopo l'uscita di Shane’s World, Vol. 18: The Roller Coaster of Love, si è ritirata dall'industria pornografica per farsi una famiglia. Nel 2005 è stata inserita nella Hall of Fame dagli AVN Award e due anni più tardi ha girato la sua ultima scena Shane and Friends.

## Riconoscimenti
- AVN Awards
  - 1999 – AVN Special Achievement Awards[6]
  - 2005 – Hall of Fame[7]
- XRCO Award
  - 1995 – Unsung Siren